# 吉米 (单位)
吉米（英式英語：Gigametre，美式英語：Gigameter），又稱十亿米，是公制的長度單位之一，為109公尺。
曾被称为京米，這裡的「京」是词头Giga-的旧译，并未广泛使用。
這個單位對於地理學來說太大，但在天文學上偶爾與天文單位一起被用作表示諸如行星及其恒星的距離。

## 比例
- 一天文單位（AU）或地日距離約為149.598吉米。
- 木星與太陽的平均距離是778.5吉米。
- PSR J1719-1438 b與脈衝星PSR J1719-1438的平均距離的0.666吉米，是所有已知系外行星的最小軌道。
- 太陽的直徑為1.393吉米[2]。
- 紅巨星參宿四的直徑為1302吉米。

## 參看
- 拍米（Petametre），即1015米，亦有寫作「京米」的。[來源請求]